# Christopher Wagelin
Carl Bonny Christopher Vagelin, född 2 november 1978 i Katarina församling, Stockholm, är en svensk skådespelare. 
Han har studerat vid Teaterhögskolan i Luleå 2003–2007. Wagelin har medverkat i 20-talet filmer och TV-serier.
Vid Guldbaggegalan 2024 tilldelades Wagelin pris i kategorin Bästa manliga biroll för sin insats i Syndabocken.

## Filmografi
- 2010 – Snabba Cash
- 2010 – Den fördömde
- 2011 – Människor helt utan betydelse
- 2011 – Anno 1790 (TV-serie) (gästroll)
- 2012 – Livstid
- 2012 – Snabba Cash II
- 2012 – Äkta människor (TV-serie)
- 2014 – Gentlemen
- 2014 – Blå ögon (TV-serie)
- 2014 – Viva Hate (TV-serie)
- 2014–2015 – Welcome to Sweden (TV-serie)
- 2015 – Beck – Rum 302
- 2015 – Cirkeln
- 2017–2021 – Sommaren med släkten (TV-serie)
- 2017 – Borg
- 2018 – Morden i Sandhamn (TV-serie)
- 2018 – Det som göms i snö (TV-serie)
- 2018 – Vår tid är nu (TV-serie)
- 2018 – Lyckligare kan ingen vara
- 2018 – Jimmie
- 2019 – Dirigenten (TV-serie)
- 2020 – Pelle Svanslös (röst)
- 2020 – Tunn is (TV-serie)
- 2019–2020 – Älska mig (TV-serie)
- 2021 – Alla utom vi (TV-serie)
- 2023 – Syndabocken
- 2024 – Ronja Rövardotter (TV-serie)
- 2025 – Färjan (TV-serie)
- 2026 – The Storm

## Teater

### Roller (ej komplett)
| År   | Roll                                                                       | Produktion                                               | Regi                  | Teater             |
| ---- | -------------------------------------------------------------------------- | -------------------------------------------------------- | --------------------- | ------------------ |
| 2007 |                                                                            | Djungelboken Alexander Mørk-Eidem                        | Agneta Elers-Jarleman | Teater Västmanland |
| 2009 | Simple                                                                     | Muntra fruarna i Windsor William Shakespeare             | John Caird            | Dramaten           |
| 2010 | Man A och F                                                                | Om kärlek Lars Norén                                     | Sara Giese            | Dramaten           |
| 2010 | Charles "Junior" Aiken                                                     | En familj - August: Osage County Tracy Letts             | Stefan Larsson        | Dramaten           |
| 2012 | Carl Ekdahl                                                                | Fanny och Alexander Ingmar Bergman                       | Stefan Larsson        | Dramaten           |
| 2014 | Lord Grey Mördare En budbärare Lord Dorset Prinsen av Wales Ratcliff Pagen | Rickard III William Shakespeare                          | Stefan Larsson        | Dramaten           |
| 2014 | Peter                                                                      | ≈ [ungefär lika med] Jonas Hassen Khemiri                | Farnaz Arbabi         | Dramaten           |
| 2014 | John Nilsson                                                               | Streber Stig Dagerman                                    | Olle Jansson          | Dramaten           |
| 2015 | Bernard                                                                    | Beckomberga Sara Stridsberg                              | Annika Silkeberg      | Dramaten           |
| 2024 | Nikolaj                                                                    | En runda till (Druk) Thomas Vinterberg och Claus Flygare | Lisa James Larsson    | Scalateatern       |